# 盛岡白百合学園幼稚園
盛岡白百合学園幼稚園（もりおかしらゆりがくえんようちえん）は、岩手県盛岡市山岸四丁目にある私立幼稚園。
シャルトル聖パウロ修道女会を母体とするカトリック系のミッションスクールである。

## 沿革
- 1892年 - 盛岡市本町道り（現四ッ谷教会）に私立盛岡女学校開校
- 1939年 - なでしこ幼稚園設置
- 1956年 - 盛岡白百合学園幼稚園に改称
- 1982年 - 盛岡市山岸へ全面移転
- 1992年 - 創立100周年記念式典挙行

## 系列校
- 盛岡白百合学園中学校・高等学校
- 函館白百合学園幼稚園
- 白百合学園幼稚園、白百合女子大学
- 仙台白百合学園幼稚園、仙台白百合女子大学
- 八代白百合学園幼稚園

## 姉妹校
- 湘南白百合学園幼稚園